# Josef Kempný
Josef Kempný, född den 19 juli 1920 i Lazy-Orlove, Tjeckoslovakien, död den 25 november 1996 i Prag, var en tjeckoslovakisk politiker.

## Biografi
Kempný föddes i en gruvarbetarfamilj och efter avslutad skolgång tog han studenten i Privoze. Han började sedan studera vid tekniska universitetet i Brno, men tvingades sluta redan under första terminen när nazisterna stängde de tjeckiska universiteten.
Efter befrielsen efter andra världskriget arbetade han som byggnadstekniker 1948–1951, som regionchef för byggnadsprojekt i Ostrava och 1951–1952 som chef för den centrala byggnadsverksamheten. I mars 1954 återvände han till Ostrava, bl. a. för att slutföra sina studier och där han tog hand om det nationella företaget Bytostav.
Kempný blev medlem av kommunistiska partiet 1945 och fick genast flera funktioner i partiet. År 1964 valdes han till ordförande till den kommunala Folkkommittén i Ostrava. I denna funktion ägnade han stort intresse åt bostadsutvecklingen och kolbrytning i Ostrava.
Under Warszawapaktens ockupation av Tjeckoslovakien 1968 höll Kempný en låg profil och valdes i november 1968 till sekreterare i kommunistiska partiets centralkommitté. Han var sedan medlem av det tjeckiska nationalrådet 1968–1976. Under åren 1969–1970 var han premiärminister i tjeckiska socialistiska republiken och vice premiärminister i Tjeckoslovakien.
Under åren 1981–1989 var han medlem av den federala församlingen samt ordförande i tjeckiska nationalrådet. När Tjeckoslovakien öppnades mot väst den 17 november 1989 lämnade han alla sina funktioner och efter uteslutning av det kommunistiska partiet 1990 lämnade han helt det offentliga livet.